# Лыжные гонки на зимних Олимпийских играх 1932

На зимних Олимпийских играх 1932 года в Лейк-Плэсиде в лыжных гонках было разыграно 2 комплекта наград — оба среди мужчин (18 км и 50 км). В соревнованиях приняли участие 58 спортсменов из 11 стран. 
Победу в медальном зачёте одержали представители Финляндии, завоевавшие 3 медали, по одной каждого достоинства.

## Медалисты
| Дисциплина          | Золото                  | Серебро                   | Бронза                    |
| 18 км см. подробнее | Свен Уттерстрём Швеция  | Аксель Викстрём Швеция    | Вели Сааринен Финляндия   |
| 50 км см. подробнее | Вели Сааринен Финляндия | Вяйнё Лиикканен Финляндия | Арне Рустадстуэн Норвегия |

## Общий зачёт
(Жирным выделено самое большое количество медалей в своей категории)
| Общее количество медалей |           |        |         |        |       |
| Место                    | Страна    | Золото | Серебро | Бронза | Всего |
| 1                        | Финляндия | 1      | 1       | 1      | 3     |
| 2                        | Швеция    | 1      | 1       | 0      | 2     |
| 3                        | Норвегия  | 0      | 0       | 1      | 1     |